# Jogo eletrônico de ação e aventura

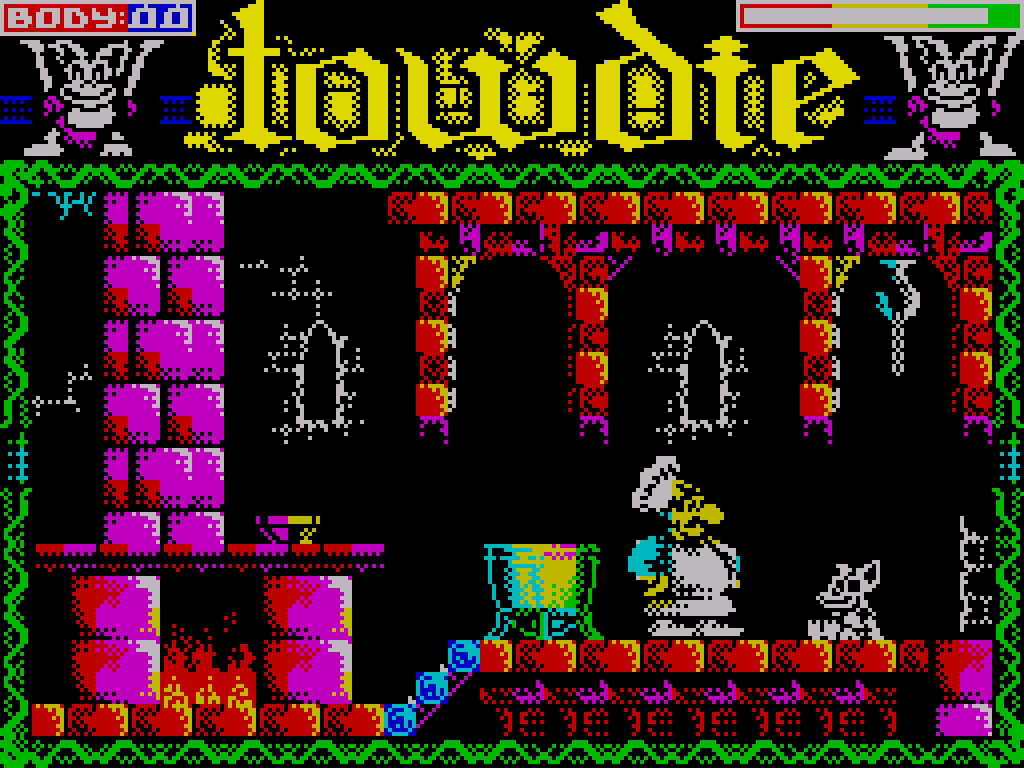
Screenshot do jogo original de minha propriedade, Louis Wittek of Ultrasoft (versão ZX Spectrum)

Jogo eletrônico de ação e aventura é um gênero de jogos eletrônicos que combina conceitos dos gêneros de jogos de aventura e jogos de ação. Por ser um gênero misto e bem inclusivo, este talvez seja o mais amplo e diverso gênero em jogos eletrônicos. O primeiro jogo deste gênero foi Adventure (1979), lançado para Atari 2600.

## Definição
Tipicamente:
- Jogos puramente de aventura possuem problemas para o jogador solucionar, com pouca ou nenhuma ação. Se existe ação, é geralmente isolado em minigames;
- Jogos puramente de ação possuem uma jogabilidade baseada em interações em tempo real que desafiam os reflexos.

Por isso a abordagem de cada desenvolvedor costuma ser variada ao combinar conceitos de ambos. Fatores comuns á vários jogos desse estilo seriam a resolução de puzzles e exploração de cenários, geralmente sem pressão por parte do jogo para que tais sessões e desafios sejam completados com rapidez. Assim, jogos de ação-aventura requerem tanto reflexos como soluções para problemas, em situações violentas ou não-violentas.
Misturar estilos diferente de jogabilidade dando uma certa alternância para o jogo também é uma certa marca deste gênero. Os jogos mais antigos da série Tomb Raider, por exemplo, se alternavam entre escaladas, enigmas e tiroteios contra inimigos, já a série Assassin's Creed em sua concepção se focava na alternância entre sessões furtivas, combates metódicos, e fugas marcadas pelo parkour. A série Metroid seja em seus títulos 2D ou 3D mantém seus fundamentos combinando combate usando tiros de plasma, mísseis e outros projéteis, exploração não linear interconectada e sessões de plataforma.

## Jogabilidade
Os jogos de ação e aventura são mais rápidos do que os jogos de aventura pura, e incluem desafios físicos e conceituais onde a história é encenada em vez de narrada. Embora ações baseadas em movimento, muitas vezes reflexivas, sejam necessárias, a jogabilidade ainda segue uma série de tropos do gênero de jogos de aventura (coleta de itens, exploração e interação com o ambiente, muitas vezes incluindo um sobre mundo conectando áreas de importância e resolução de quebra-cabeças). Embora os controles sejam no estilo arcade (movimento do personagem, poucos comandos de ação), há um objetivo final além de uma pontuação alta. Na maioria dos jogos de ação e aventura, o jogador controla um único avatar como protagonista. Este tipo de jogo é muitas vezes bastante semelhante aos jogos de RPG.
Eles são distintos das aventuras gráficas, que às vezes têm personagens centrais em movimento livre, mas também uma maior variedade de comandos e menos ou nenhum elemento de jogo de ação e são distintos também das aventuras de texto, caracterizadas por muitos comandos diferentes introduzidos pelo usuário através de um analisador de texto complexo e nenhum personagem em movimento livre. Embora compartilhem dinâmicas gerais de jogabilidade, as aventuras de ação variam muito no design de seus pontos de vista, incluindo olho de pássaro, rolagem lateral, primeira pessoa, terceira pessoa, acima do ombro ou até mesmo uma visão isométrica 3/4.
Muitos jogos de ação e aventura simulam uma conversa através de uma árvore de conversas. Quando o jogador encontra um personagem não-jogador, eles têm permissão para selecionar uma escolha do que dizer. O NPC dá uma resposta roteirizada ao jogador, e o jogo oferece ao jogador várias novas maneiras de responder.
Devido à natureza ampla e inclusiva do subgênero de ação e aventura, faz com que alguns jogadores tenham dificuldade em terminar um determinado jogo. As empresas criaram maneiras de dar ajuda ao jogador, como oferecer pistas ou permitir que o jogador pule quebra-cabeças para compensar essa falta de habilidade.

## Exemplos
Exemplos famosos de jogos eletrônicos que fazem parte deste gênero são:
- MU Online;
- Red Dead;
- Gangstar;
- Darksiders;
- Dark Souls;
- God of War;
- Spider-man;
- Tomb Raider;
- Devil May Cry;
- Final Fantasy;
- Monster Hunter;
- Batman: Arkham;
- Dynasty Warriors;
- Assassin's Creed;
- Grand Theft Auto;
- The Legend of Zelda;
- Jogos eletrônicos LEGO;